# Patinação sobre rodas nos Jogos Sul-Americanos de 2022
As competições de patinação sobre rodas nos Jogos Sul-Americanos de 2022 em Assunção, Paraguai, estão programadas para serem realizadas entre 2 e 4 de outubro de 2022 na SND Arena e Centro Nacional de Patinaje Velocidad.

## Calendário
| PC | Programa curto | F | Final |

| Evento↓/Data →       | Dom 2 | Seg 3 |
| -------------------- | ----- | ----- |
| Livre masculino      | PC    | F     |
| Solo dance masculino | PC    | F     |
| Livre feminino       | PC    | F     |
| Solo dance feminino  | PC    | F     |

| Evento↓/Data →                   | Dom 2 | Seg 3 | Ter 3 |
| -------------------------------- | ----- | ----- | ----- |
| 200 m contra o relógio masculino | F     |       |       |
| 500 m masculino                  |       | F     |       |
| 1000 m masculino                 | F     |       |       |
| 10000 m masculino                |       |       | F     |
| 10000 m eliminação masculino     |       | F     |       |
| 200 m contra o relógio feminino  | F     |       |       |
| 500 m feminino                   |       | F     |       |
| 1000 m feminino                  | F     |       |       |
| 10000 m feminino                 |       |       | F     |
| 10000 m eliminação feminino      |       | F     |       |

## Resumo de medalhas

### Quadro de medalhas
*   país anfitrião (PAR Paraguai)
| Pos.               | País               | Ouro | Prata | Bronze | Total |
| ------------------ | ------------------ | ---- | ----- | ------ | ----- |
| 1                  | COL Colômbia       | 10   | 5     | 4      | 19    |
| 2                  | CHI Chile          | 1    | 3     | 2      | 6     |
| 3                  | ARG Argentina      | 1    | 2     | 4      | 7     |
| 4                  | ECU Equador        | 1    | 1     | 2      | 4     |
| 5                  | PAR Paraguai       | 1    | 0     | 0      | 1     |
| 6                  | BRA Brasil         | 0    | 3     | 1      | 4     |
| 7                  | VEN Venezuela      | 0    | 0     | 1      | 1     |
| 8                  | PER Peru           | 0    | 0     | 0      | 0     |
| Total (8 entradas) | Total (8 entradas) | 14   | 14    | 14     | 42    |

### Medalhistas

#### Patinação artística
| Evento               | Ouro                            | Prata                               | Bronze                           |
| -------------------- | ------------------------------- | ----------------------------------- | -------------------------------- |
| Livre masculino      | Tomas Roman Masia ARG Argentina | Erik Leite BRA Brasil               | Franco Mastroianni ARG Argentina |
| Solo dance masculino | Brayan Carreño COL Colômbia     | Erik Leite BRA Brasil               | Juan Francisco ARG Argentina     |
| Livre feminino       | Paulina Ruiz COL Colômbia       | Martina Della Chiessa ARG Argentina | Luiza Felipe BRA Brasil          |
| Solo dance feminino  | Erika Alarcon PAR Paraguai      | Bianca Ameixeiro BRA Brasil         | Daniela Gerena COL Colômbia      |

#### Patinação de velocidade inline
| Evento                           | Ouro                           | Prata                          | Bronze                         |
| -------------------------------- | ------------------------------ | ------------------------------ | ------------------------------ |
| 200 m contra o relógio masculino | Emanuelle Silva CHI Chile      | Steven Villegas COL Colômbia   | Jhon Tascon COL Colômbia       |
| 500 m masculino                  | Steven Villegas COL Colômbia   | Ricardo Verdugo CHI Chile      | Emanuelle Silva CHI Chile      |
| 1000 m masculino                 | Andrés Jiménez COL Colômbia    | Hugo Ramirez CHI Chile         | Ken Kuwada ARG Argentina       |
| 10000 m masculino                | Mateo Rico García COL Colômbia | Jorge Bolaños ECU Equador      | Raúl Pedraza CHI Chile         |
| 10000 m eliminação masculino     | Juan Mantilla COL Colômbia     | Andrés Gómez COL Colômbia      | Jorge Bolaños ECU Equador      |
| 200 m contra o relógio feminino  | Sheila Muñoz COL Colômbia      | Maria Moya CHI Chile           | María Arias ECU Equador        |
| 500 m feminino                   | Maria Timms COL Colômbia       | Kollin Castro COL Colômbia     | Nelly Fernandez VEN Venezuela  |
| 1000 m feminino                  | Gabriela Vargas ECU Equador    | Gabriela Rueda COL Colômbia    | Maria Timms COL Colômbia       |
| 10000 m feminino                 | Gabriela Rueda COL Colômbia    | Luz Garzon COL Colômbia        | Rocio Berbel Alt ARG Argentina |
| 10000 m eliminação feminino      | Fabriana Arias COL Colômbia    | Rocio Berbel Alt ARG Argentina | Gabriela Rueda COL Colômbia    |

## Participação
Dez nações participarão dos eventos de patinação sobre rodas dos Jogos Sul-Americanos de 2022.
- Argentina
- Bolívia
- Brasil
- Chile
- Colômbia
- Equador
- Paraguai
- Peru
- Uruguai
- Venezuela